# 6e cérémonie des New York Film Critics Online Awards
La 6e cérémonie des New York Film Critics Online Awards, décernés par la New York Film Critics Online, a eu lieu le 11 décembre 2006, et a récompensé les films réalisés dans l'année.

## Palmarès

### Top 10
(Par ordre alphabétique)
- Babel
- The Fountain
- Inland Empire
- Le Labyrinthe de Pan (El Laberinto del fauno)
- Little Children
- Little Miss Sunshine
- The Queen
- Thank You for Smoking
- Volver
- Water (वाटर)

### Catégories
- Meilleur film :
  - The Queen
- Meilleur acteur :
  - Forest Whitaker pour le rôle d'Idi Amin Dada dans Le Dernier Roi d'Écosse (The Last King of Scotland)
- Meilleure actrice :
  - Helen Mirren pour le rôle de la reine Élisabeth II dans The Queen
- Meilleur acteur dans un second rôle :
  - Michael Sheen pour le rôle de Tony Blair dans The Queen
- Meilleure actrice dans un second rôle : (ex æquo)
  - Jennifer Hudson pour le rôle de Effie Melody White dans Dreamgirls
  - Catherine O'Hara pour le rôle de Marilyn Hack dans For Your Consideration
- Meilleure distribution :
  - Little Miss Sunshine
- Révélation de l'année :
  - Jennifer Hudson – Dreamgirls
- Meilleur réalisateur :
  - Stephen Frears pour The Queen
- Meilleur premier film :
  - Jonathan Dayton et Valerie Faris pour Little Miss Sunshine
- Meilleur scénario :
  - The Queen – Peter Morgan
- Meilleure photographie :
  - L'Illusionniste (The Illusionist) – Dick Pope
- Meilleure musique de film :
  - L'Illusionniste (The Illusionist) – Philip Glass
- Meilleur film en langue étrangère :
  - Le Labyrinthe de Pan (El Laberinto del fauno) •  Mexique /  Espagne /  États-Unis
- Meilleur film d'animation :
  - Happy Feet
- Meilleur film documentaire :
  - Une vérité qui dérange (An Inconvenient Truth)
- Humanitarian Award :
  - Deepa Mehta – Water (वाटर) pour « sa prise de risque afin de créer des films sur les difficultés des changements sociaux en Inde et en particulier leurs effets sur les femmes »